# The Lure of the Grand Canyon
The Lure of the Grand Canyon – jeden z pierwszych albumów koncepcyjnych, wydany w 1961 przez wytwórnię Columbia Records, zawierający narrację mówioną przez muzyka country Johnny’ego Casha. Jest to jedenasty album Casha. Płyta składa się głównie z nagrań orkiestry Grand Canyon Suite Ferde'a Grofé, dyrygowanej przez André Kostelanetza, zawierających prawdziwe dźwięki nagrane w Wielkim Kanionie Kolorado. Mówiony komentarz Casha jest szóstą i ostatnią ścieżką dźwiękową, poprzedzoną pięcioma częściami, opisującą dzień spędzony na wizycie sławnego kanionu. The Lure of the Grand Canyon jest jednym z pierwszych albumów koncepcyjnych w historii muzyki country i całkiem możliwe, że jednym z pierwszych w ogóle, mimo że Johnny Cash wydał rok wcześniej album koncepcyjny zatytułowany Ride This Train.

## Lista utworów
| 1. | "Sunrise"                   | 5:58  |
|    |                             |       |
| 2. | "Painted Desert"            | 3:59  |
|    |                             |       |
| 3. | "On the Trail"              | 8:34  |
|    |                             |       |
| 4. | "Sunset"                    | 4:46  |
|    |                             |       |
| 5. | "Cloudburst"                | 8:07  |
|    |                             |       |
| 6. | "A Day in the Grand Canyon" | 11:18 |
|    |                             |       |
|    |                             | 42:42 |
|    |                             |       |

## Twórcy
- Johnny Cash – gitara, śpiew